# ラルト
ラルト (Ralt Engineering Ltd.) は、イギリスのレーシングカーコンストラクター。

## 概要

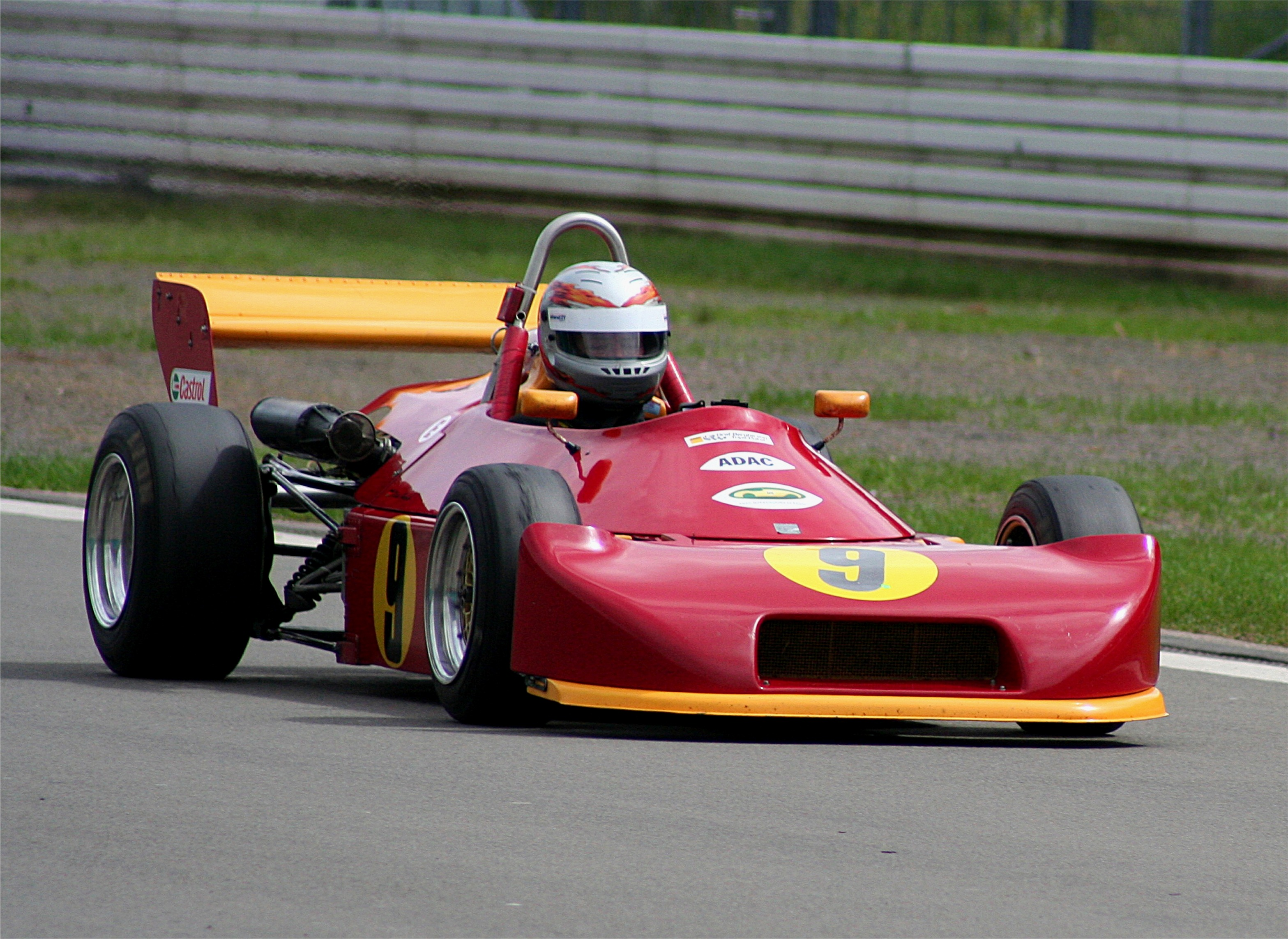
1976年のF3マシン、RT1

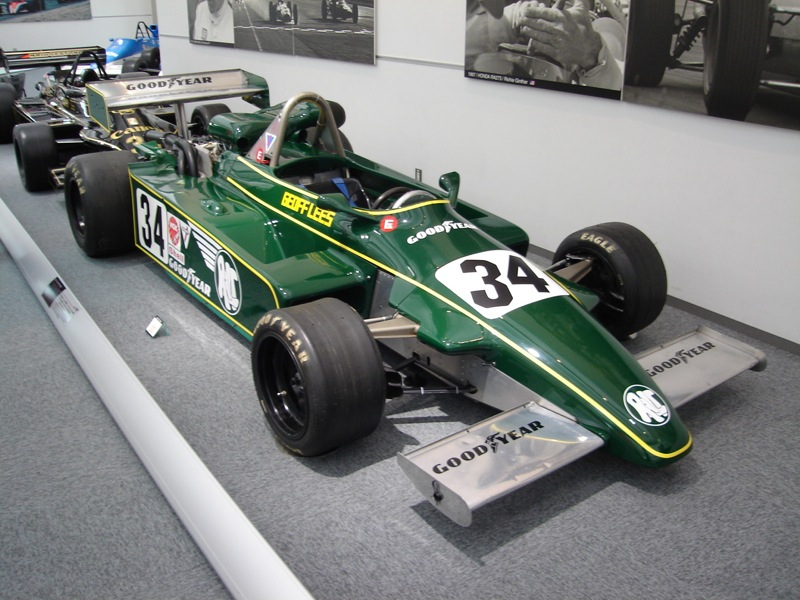
1980年 ホンダV6エンジン搭載のF2マシン、RH6

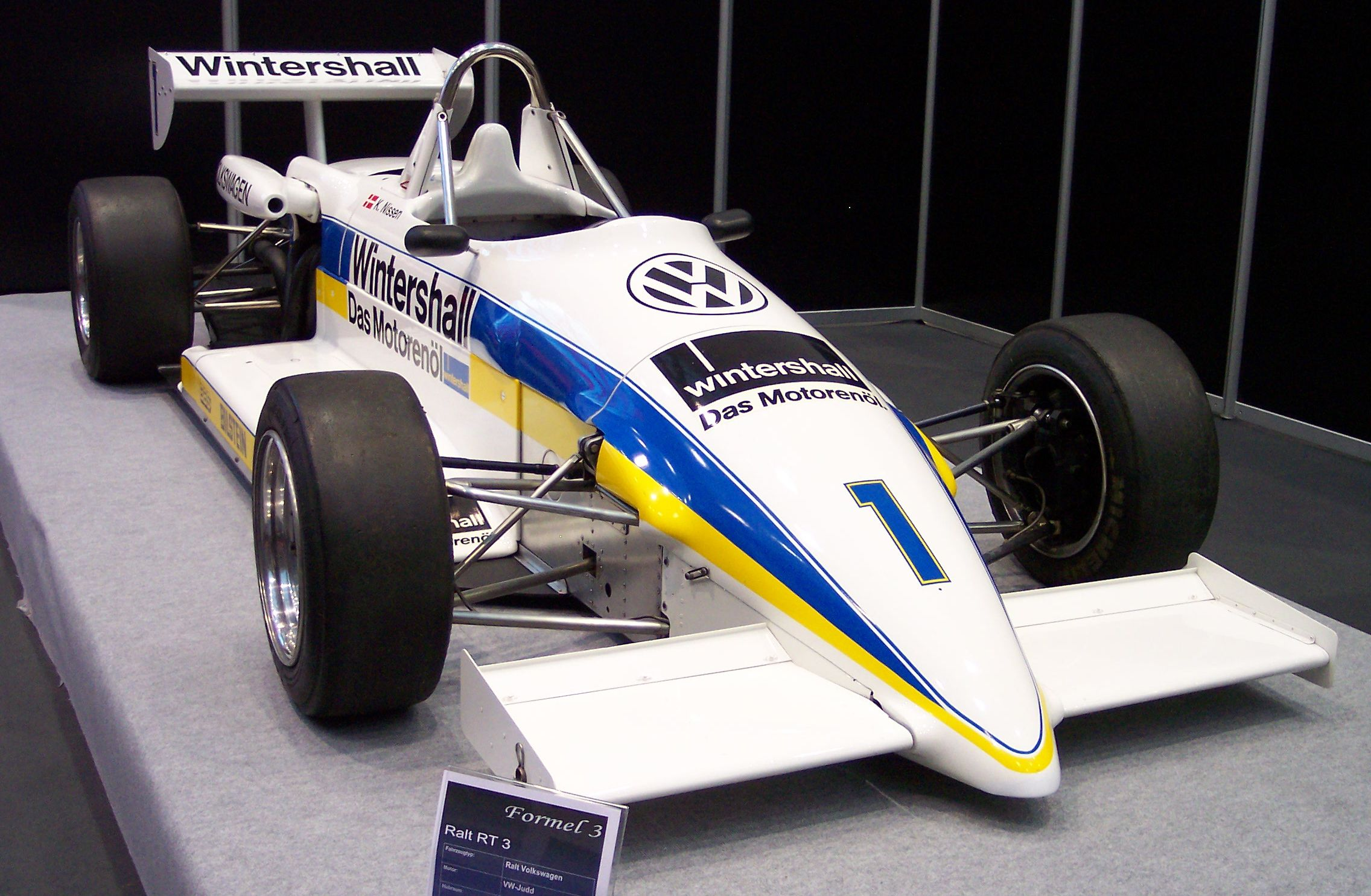
1986年のドイツF3でクリス・ニッセンが使用したRT3

1950年代、オーストラリア出身のエンジニアのロン・トーラナックは弟のオースティン・ルイスと共にシャシーを製作し、地元のレースに出場していた。マシンはふたりの名前の頭文字にちなんでRALT (Ron and Austin Lewis Tauranac) と命名された。
トーラナックは同郷出身のジャック・ブラバムに誘われてイギリスに渡り、モーター・レーシング・ディベロップメント社（ブラバム）を設立。共同オーナー兼チーフデザイナーとして活躍した。
1970年にジャック・ブラバムが引退して帰国すると、トーラナックがブラバムの運営を任されたが、1972年にバーニー・エクレストンにチームを売却した。しばらくフランク・ウィリアムズのF1プロジェクト等に関わった後、1974年に自らのガレージを設立し、ラルトの名を復活させた。
1975年に処女作RT1を発表。F2やF3、フォーミュラ・アトランティック用のシャシーを開発・製造し、トールマンなどに供給した。ネルソン・ピケ（イギリスF3）をはじめとするヨーロッパ各国のF3選手権でチャンピオンを輩出し、量販フォーミュラシャシーにおけるシェアを拡大した。
1980年にホンダがF2へのエンジン供給を再開すると、トーラナックはブラバムのエンジニア時代にブラバムF2にホンダがエンジン供給していた際、川本信彦らと一緒に仕事をしていたことでホンダが第一次活動から撤退した後も交流があったことから、ラルトはホンダエンジンのワークス・チームとなりホンダ・RA260Eエンジンの独占供給を受けられることになった。ナイジェル・マンセルを起用した後、1981年にはラルト・RH6を駆るジェフ・リースがヨーロッパF2のシリーズチャンピオンに輝く。その後1983年にはジョナサン・パーマーが、1984年にもマイク・サックウェルがシリーズチャンピオンを獲得するなど全盛期を迎えた。
トーラナックの作るマシンは堅実な作りであった。ホンダの川本はこの点でライバルであるマーチ等に比べるとラルトがコンサバティブなデザイン思考であること、またトーラナックはエンジニアとして優秀であったがチームマネージャーとしては必ずしも優秀とはいえないと感じており、その結果、川本は1982年末にマーチから主力メンバーであるジョン・ウィッカムとゴードン・コパックの2名を引き抜いてスピリットを設立させてエンジンを供給。徐々にラルトの関係を薄めていくことになる。
その後、ラルトはF3やF3000用のシャシーを開発し、イギリスF3では1983年にアイルトン・セナがチャンピオンを獲得。1985年発表のフラットボトム対応のF3シャシー・RT30は以後熟成・発展型のRT35(1991年)まで各国のF3界をリードする存在となり、1990年はミカ・ハッキネンらがチャンピオンを獲得する。しかし、マーチに代わってF3000で台頭してきたローラや、高剛性のカーボンモノコックをF3に採用したレイナードやダラーラのシャシーに比べるとラルトはアルミハニカムモノコックであり、コーナリング性能で劣り始めていた。そこで1991年秋にラルトでは初となるカーボンモノコックシャシーを採用したRT36を発表したが、1992年シーズンが開幕するとこれが「失敗作」であることが判明し、ラルトは他社にユーザーを奪われ、経営は徐々に傾き始める。すでに1989年からマーチの傘下に入っており経営再建が図られていたが、当のマーチ自体がレイトンハウスによる買収とバブル崩壊に伴う経営難により1992年に実質的に消滅してしまったことから、1993年にラルトは売却され、トーラナックもそれを機に一線を退いた。
その後はアメリカのフォーミュラ・アトランティックシリーズ、鈴鹿サーキットレーシングスクール（SRS-F）等向けにワンメイクシャシーの製造などを行っていたが、1998年に久々となるF3用のシャシーを開発。しかし当時既にF3の世界で寡占的な地位を持つに至っていたダラーラの前には太刀打ちできず、2003年に登場したF303を最後にF3用の新車は登場していない。